# Umberto Pierantoni (prefetto)
Umberto Pierantoni (Napoli, 31 ottobre 1931) è un poliziotto, prefetto e funzionario italiano.
Segretario generale del Cesis. 

## Biografia
Laureato in giurisprudenza, funzionario dal 1956 della Polizia di Stato, dall'Ufficio affari riservati nel 1978 passa al SISDE e nel 1985 diviene capo del II reparto. Nominato prefetto nel febbraio 1987, è stato nominato direttore della Direzione centrale della polizia di prevenzione del ministero dell'Interno. Dal gennaio 1992 è stato vice capo della Polizia vicario, fino al luglio 1994 quando è nominato segretario generale del Comitato esecutivo per i servizi di informazione e sicurezza, che regge fino all'ottobre 1996. In quella data è nominato Ispettore generale di Amministrazione del ministero dell'interno.